# Sachbezugsverordnung
Die Sachbezugsverordnung war eine Verordnung der deutschen Bundesregierung. Sie regelte die Bewertung von Sachbezügen von Arbeitnehmern, die im Sozialrecht und Lohnsteuerrecht zum Einkommen zählten. Verordnungsermächtigung war u. a. § 17 Abs. 1 Satz 1 Nr. 4 SGB IV.
Die Verordnung wurde zum 1. Januar 2007 durch Artikel 4 der Verordnung zur Neuordnung der Regelungen über die sozialversicherungsrechtliche Beurteilung von Zuwendungen des Arbeitgebers als Arbeitsentgelt aufgehoben. Die neuen Regelungen finden sich seitdem in der Sozialversicherungsentgeltverordnung.